# Lindera racemosa
Lindera racemosa är en lagerväxtart som beskrevs av Paul Lecomte. Lindera racemosa ingår i släktet Lindera och familjen lagerväxter. Inga underarter finns listade i Catalogue of Life.